# Estor

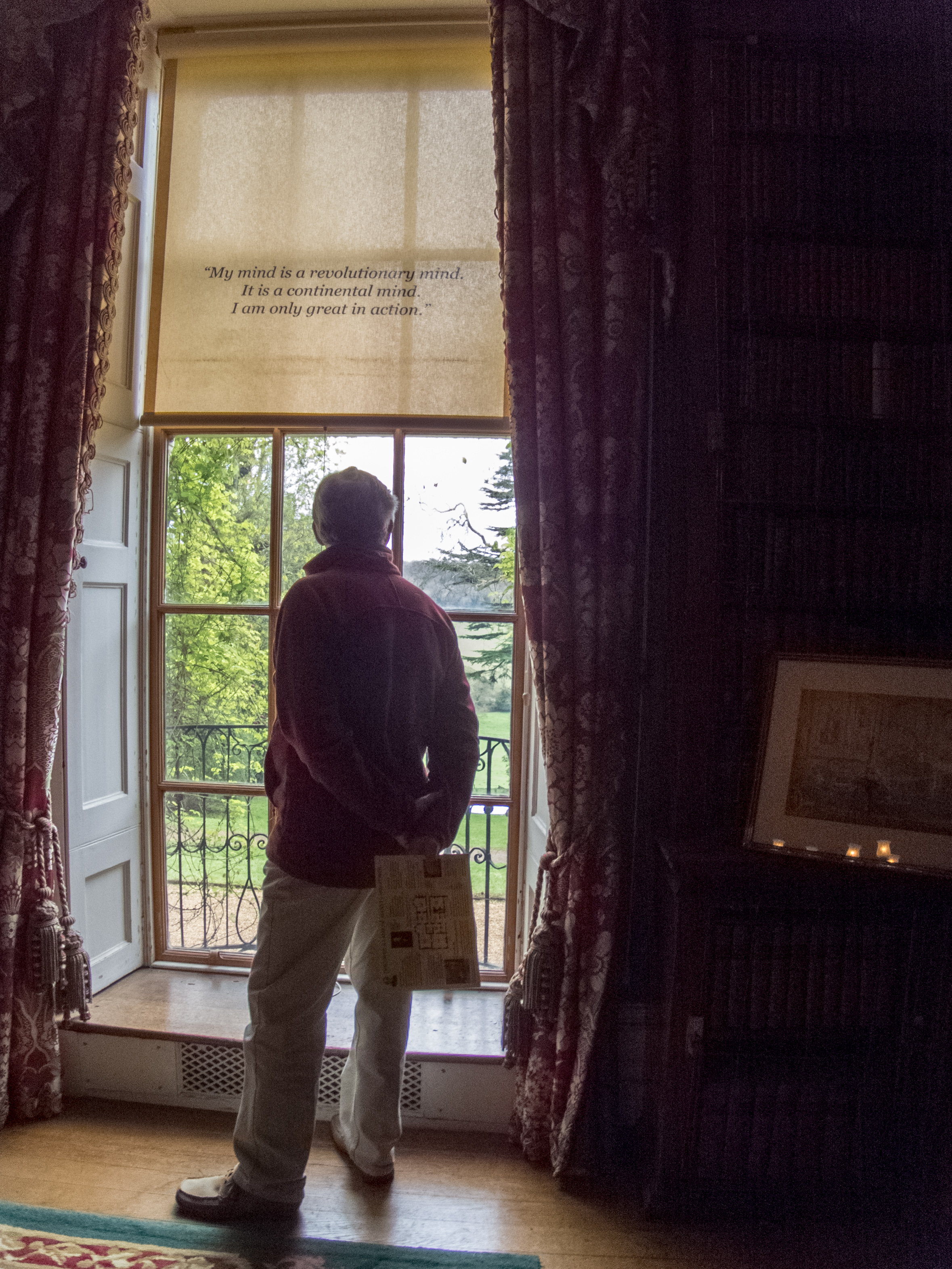
Ventana con estor enrollable

Se denomina estor a un tipo de cortina fina que se despliega verticalmente. Al igual que los visillos, los estores sirven más para tamizar la luz que para impedir su entrada. Existe gran cantidad de variedades de tejidos y formas de acabado.
Se pueden distinguir los siguientes tipos de estores:
- Estor a varillas.[1] Con varillas horizontales que permiten plegarlo en la parte superior.

- Estor a paquete. También se pliega en la parte superior pero en este caso no cuenta con varillas por lo que produce un bulto irregular.

- Estor abullonado. Estilo de estor en el que la tela está fruncida en varios puntos.

- Estor enrollable.[2] Lleva una varilla alrededor de la cual se enrolla la tela. Una variedad del mismo es el estor enrollable que se conduce a lo largo de guías. Están indicados para ventanas inclinadas u horizontales.

- Estor japonés. Está formado por paneles independientes que se superponen. Pueden servir para filtrar la luz o para separar ambientes.

- Estor romano. Con varias varillas horizontales, se pliega mediante un sistema de cuerdas en la parte de atrás.